# Thirteen (película)
Thirteen es una película de 2003 cuyo guion fue escrito conjuntamente por Catherine Hardwicke (que también dirigió la película) y Nikki Reed. La película posee un fondo autobiográfico, ya que se basa en las experiencias de la joven Nikki Reed cuando tenía trece años, y de otros jóvenes de su entorno. El guion de la película, escrito en tan solo seis días, originalmente pretendía tener un cierto tono cómico.
Se generó cierta polémica cuando Thirteen se estrenó, ya que trataba temas como el sexo entre menores de edad (las dos jóvenes protagonistas tienen tan solo 13 años), la autolaceración, las drogas y el alcohol. Por ello, muchos establecieron comparaciones entre esta película y otras como Kids (1995) o The Basketball Diaries (1994), esta última protagonizada por Leonardo DiCaprio. Además, la crítica la tacha de amarillista por exagerar varios problemas de la protagonista [cita requerida].

## Argumento
Tracy Louise "Trace" Freeland (Evan Rachel Wood) es una adolescente de trece años que se destaca por su ternura e inocencia, se preocupa mucho por sus estudios, le fascina la literatura y la poesía, y tiene dos amigas tan formales como ella, una de ellas es Noel (Vanessa Hudgens). Su siempre bien intencionada madre, Melanie "Mel" Freeland (Holly Hunter), que se encuentra en estado de recuperación por su adicción al alcohol, permite que sus amigos y su novio (un ex adicto al crack) coman y se queden a dormir en su casa indefinidamente sin pagar nada.
Cuando Tracy comienza séptimo, otras alumnas del instituto se burlan de ella por su apariencia. Al ver esto, la protagonista considera modificar su estilo para impresionar a las chicas populares, en especial a Evie Zamora (Nikki Reed) , la estudiante más llamativa de todas. Un día Tracy llega al colegio con un cambio radical en su vestimenta. Evie, dándose cuenta de sus intenciones, la invita a ir de compras. Sin embargo, le da un número de celular falso y, cuando Tracy intenta llamarla a la salida de la escuela, evidentemente, no obtiene ninguna respuesta. Entonces, decide ir de todos modos al centro y, así, encontrar a Evie y a sus amigas en alguna tienda.
A partir de entonces, Evie invita a Tracy a su casa en donde vive con su prima y tutora legal, Brooke (donde muestran la escena donde Tracy y Evie se dan un beso). Evie pasa cada vez más tiempo en casa de Tracy. Para conseguir quedarse en la casa de esta, le cuenta a Mel que el novio de Brooke le pega y abusa de ella. Le cuenta también que su madre ha muerto, por lo que Mel siente una gran compasión hacia ella. Más tarde, Mel descubrirá que algunas de las historias que cuenta Evie son ciertas e intenta desesperadamente ayudarle. Sin embargo, cuando Tracy se vuelve cada vez más insolente con ella y con su novio, Mel decide llevar a Evie de vuelta a su casa, pensando que es una mala influencia para ella.
Enfadada, Evie se vuelve en contra de Tracy. La excluye y margina, extiende falsos rumores sobre ella, etc. El mal comportamiento de Tracy, influenciado por Evie, provoca que Tracy deba repetir el séptimo grado en su escuela. Cuando Brooke encuentra droga en la habitación de Evie, esta le cuenta todas las cosas que Tracy y ella han hecho, pero le dice que todo eran ideas de Tracy. Entonces, registran la habitación de Tracy y encuentran el mismo tipo de cosas. Cuando Tracy vuelve de la escuela, se encuentra en su casa a su madre, a Brooke y a Evie esperándola. Cuando Brooke acusa a Tracy de haber sido una mala influencia para Evie, Mel muestra su desacuerdo y le dice que fue Evie quien ejerció una mala influencia sobre Tracy. Brooke decide mudarse con Evie a otra ciudad para que Tracy no pueda verla más. Además, le cuenta a Mel que Tracy se hace cortes en las muñecas. Mel ve las cicatrices en los brazos de Tracy y las besa, repitiéndole a su hija cuánto los quiere a ella y a su hermano Mason (Brady Corbet).
La penúltima escena de la película muestra a una Tracy llorando e intentando dormir en brazos de su madre. La última escena muestra a Tracy en un columpio giratorio para niños (una especie de tiovivo) gritando.

## Reparto
- Holly Hunter como Melanie 'Mel' Freeland.
- Evan Rachel Wood como Tracy
- Nikki Reed como Evie Zamora.
- Vanessa Hudgens como Noel.
- Jeremy Sisto como Brady.
- Brady Corbet como Mason Freeland.
- Deborah Kara Unger como Brooke LaLaine.
- Kip Pardue como Luke.
- Sarah Clarke como Birdie.
- D. W. Moffett como Travis Freeland.
- Jenicka Carey como Astrid.
- Ulysses Estrada como Rafa.
- Jasmine Di Angelo como Kayla.
- Tessa Ludwick como Yumi.
- Jamison Yang como Maestro de Ciencias.
- Frank Merino como Chico de Tatuajes.
- Cynthia Ettinger como Cynthia.
- Charles Duckworth como Javi.
- Steven Kozlowski como Chico n.º 1.
- Yasmine Delawari como Maestra de Inglés.